# España en los Juegos Olímpicos de Sarajevo 1984
España estuvo representada en los Juegos Olímpicos de Sarajevo 1984 por una delegación de 13 deportistas (10 hombres y 3 mujeres) que participaron en cuatro deportes: esquí alpino, esquí de fondo, biatlón y saltos en esquí. Quien portó la bandera en la ceremonia de apertura fue la esquiadora Blanca Fernández Ochoa.
Responsable del equipo olímpico fue el Comité Olímpico Español (COE). El equipo nacional no obtuvo ninguna medalla. La participación más notable estuvo a cargo de Blanca Fernández Ochoa, que obtuvo el sexto puesto en la prueba de eslalon gigante, consiguiendo así un diploma olímpico. 

## Diplomas olímpicos
En total se consiguió un diploma olímpico de sexto puesto.
| Nombre                 | Deporte      | Competición     | Fecha         |
| ---------------------- | ------------ | --------------- | ------------- |
| 6.°                    |              |                 |               |
| Blanca Fernández Ochoa | Esquí alpino | Eslalon gigante | 13 de febrero |